# Loboparius choparti
Loboparius choparti är en skalbaggsart som beskrevs av Renaud Maurice Adrien Paulian 1945. Loboparius choparti ingår i släktet Loboparius och familjen Aphodiidae. Inga underarter finns listade i Catalogue of Life.